# Пески (Целинный район)
Пески — село в Целинном районе Курганской области, до преобразования в июле 2021 года муниципального района в муниципальный округ центр Васькинского сельсовета.

## География
Расположено на северном и восточном берегах озера Пески, в 30 км (36 км по автодороге) к северо-западу от райцентра Целинное и в 160 км (235 км по автодороге) к юго-западу от г. Кургана.

## История
Деревня Пески была образована в период между 1784 и 1797 годами. Пески имели статус казённой деревни. На берегу озера Пески, первыми поселились братья Бурковы. До 1917 года наиболее богатые семьи были, семьи Бурковых, Гордеевых, Завьяловых, Трапезниковых. После прихода Советской власти эти семьи были выселены из Песков, а их имущество конфисковано.
Одноклассное министерское училище в Песках появилась между 1901 и 1916 годами. Школа была открыта в 1927 году. Ныне существующее здание школы было построено в 1975 году.
Деревня Пески входила в состав Заманиловской волости Челябинского уезда Оренбургской губернии. В 1919 году вошла в Бурлевский сельсовет.
После установления Советской власти в селе был избран «Актив бедняков». В него входили: Антон Суханов, Парфен Галкин, Михаил Бурков, братья Еремеевы, Александр Тарасов, Викентий Тарасов, Лукьян Суханов.
Постановлением ВЦИК от 27 августа 1919 года (опубликовано 3 сентября) образовано Челябинское районное Управление на правах губернского органа (впоследствии Челябинская губерния). Постановлением Челябинского горуездного исполкома от 30 декабря 1919 года образован Куртамышский район (на правах уезда), в состав которого вошла Заманиловская волость, с начала 1921 — уезд. Постановлением ВЦИК от 14 февраля 1923 года Куртамышский уезд упразднён с 1 января 1923 года, его волости возвращены в состав Челябинского уезда Челябинской губернии.
По данным на 1926 год состояло из 90 хозяйств.
После упразднения волостей Постановлениями ВЦИК от 3 ноября и 12 ноября 1923 года Бурлевский сельсовет вошёл в Кочердыкский район, упразднённый 20 апреля 1930 года. Впоследствии Пески перечислены из Бурлевского сельсовета в Васькинский сельсовет, стало административным центром сельсовета.
В 1927 году большая часть Песков выгорела от поджога кулаков.
В 1931 году был образован совхоз «Глубокинский». Контора совхоза размещалась в конфискованном у кулаков доме. Первым директором совхоза был т. Милованов.
В мае 1967 года проведены работы по озеленению села.

## Население
| 1866 | 1892 | 1901 | 1916 | 1926 | 1989 | 2002 |
| ---- | ---- | ---- | ---- | ---- | ---- | ---- |
| 90   | ↗286 | ↗335 | ↗461 | ↗467 | ↗982 | ↘848 |
| 2004 | 2010 |      |      |      |      |      |
| ↘782 | ↘597 |      |      |      |      |      |

По данным переписи 1926 года в деревне проживало 467 человек (218 мужчин и 249 женщин), в том числе: русские составляли 97 % населения.

## Общественно-деловая зона
9 Мая 1967 года был открыт в сквере у конторы четырехгранный, увенчанный пятиконечной звездой обелиск павшим воинам. Впоследствии его перенесли к дому культуры.